# Gero I
Gero I, chiamato anche Gerone I e detto anche il Grande (910 circa – 20 maggio 965), governò inizialmente su una modesta marca con il suo centro a Merseburg che pian piano s'espanse fino ad assumere il nome di Marca Geronis; il cronista Tietmaro di Merseburgo lo cita come «marchese degli Orientali, di Lusazia e dei "Seelpul"». Dalla metà del X secolo fu a capo del movimento interno al ducato di Sassonia oggi denominato Drang nach Osten.

## Biografia
Gero nacque attorno al 910 da Tietmaro, conte di Merseburgo (855-1º giugno 932) tutore di Enrico I di Sassonia. Ottone I di Sassonia lo designò quale successore del fratello Sigfrido, conte di Merseburgo († 3 dicembre 937) come conte e margravio delle terre di fronte a quelle dove vivevano i Venedi nella regione del basso Saale. Tale nomina frustrò il fratellastro di Ottone, Tankmaro (circa 908-28 luglio 938) che era anche cugino di Gero. Tankmaro decise quindi di ribellarsi e insieme a Eberardo di Franconia (885 circa-939) e Wichmann I il Vecchio († 23 aprile 944) si rivoltò contro il re, la loro ribellione fallì ed entro l'anno seguente Tankmaro era morto, i suoi complici raggiunsero un accordo con Ottone e Gero conservò la propria marca.
Durante l'insurrezione dei propri oppositori Gero aveva portato avanti un'inutile campagna contro gli Slavi, le perdite che le sue truppe subirono non poterono essere recuperate né attraverso le rendite delle terre, né attraverso i tributi poiché gli slavi si rifiutarono di pagare. Quale importante signore delle marche nell'esercito di Gero si contavano anche i milites ad manum Geronis presidis conscripti, che può essere grossolanamente tradotto come "un gruppo scelto di combattenti" che indicano quindi la sua élite di combattimento. Nel 939 un attacco da parte degli Obodriti lasciò uno degli eserciti tedeschi in rotta a seguito della morte del loro margravio, in risposta Gero invitò trenta capi slavi a un banchetto dove li uccise tutti tranne uno che riuscì a guadagnare la fuga. In risposta gli Evelli si ribellarono contro la supremazia tedesca e li sfidarono sulle rive dell'Elba anche se Gero fu abile a rovesciare ancora le sorti degli avvenimenti prima dell'arrivo di Ottone l'anno seguente. Poco dopo Gero sposò Tugumir, una principessa slava battezzata, con l'intento di sottomettere il suo popolo alla Germania, poco dopo sia gli obodriti che i veleti si sottomisero alla sua autorità.
Nel 954 Gero era lontano dalle proprie terre e gli Ukrani si ribellarono e vennero riportati all'ordine quando questi tornò con l'aiuto di Corrado il Rosso.
Nel 955 alcuni conti sassoni si ribellarono e vennero banditi da Hermann Billung e trovarono rifugio presso la città slava di Swetlastrana, la cui locazione è oggi sconosciuta, dove vivevano i capi obotriti Nako e Stoinegin. Herman li pose sotto assedio fino a che non si giunse ad un accordo, inutile giacché una susseguente schermaglia rovinò la pace appena conclusa. Diverse tribù fra cui gli obodriti e i veleti si unirono insieme per fronteggiare l'esercito di Gero, dell'imperatore e di Liudolfo di Svevia, i negoziati fallirono poiché i termini posti dai tedeschi erano troppo duri e gli slavi vennero sconfitti a seguito della battaglia di Drosa. Gero partecipò ad altre campagne contro i veleti e gli slavi quale generale per l'esercito sassone nel 957, 959 e 960 e obbligò Miecislao I di Polonia a versare i contributi dovuti ad Ottone. A lui si deve anche l'assoggettamento dei Liutici e dei Milceni ed estese il dominio tedesco su tutto il territorio compreso fra l'Elba e il Bóbr, in questi territori gli slavi vennero ridotti in uno stato di servitù.
Come si è visto Gero era molto legato ad Ottone, questi era il padrino del suo primogenito Siegfried cui fece dono delle città di Egeln e Westeregeln nel 941. Come atto di devozione Gero compì un pellegrinaggio a Roma dopo la morte del figlio Sigfrido nel 959 e sempre in suo nome eresse un monastero in stile romanico in una foresta nei pressi di un paese che venne chiamato Gernrode, conferendola alla vedova del figlio Hathui (figlia di Wichmann I il Vecchio e Frederuna, figlia di Teodorico di Ringelheim e sorella della regina Matilde), fattasi già monaca, creandola quindi badessa e quindi consacrata dal vescovo Bernardo. Alla sua morte lasciò gran parte dei propri beni a questa chiesa dedicata a Ciriaco di Roma, più tardi la chiesa fu convertita in un convento. Quando Gero morì il 20 maggio 965 anche il suo secondogenito, Gero II, era già perito.
Quando Gero perì i suoi domini si estendevano fino al Neiße ed era tutt'altro che popolare fra la nobiltà sassone a causa della propria rettitudine morale e dei suoi bassi natali, nondimeno fu celebrato nel poema La canzone dei Nibelunghi come il marcgrâve Gêre anche se non è certo che quel titolo gli sia mai stato dato veramente.

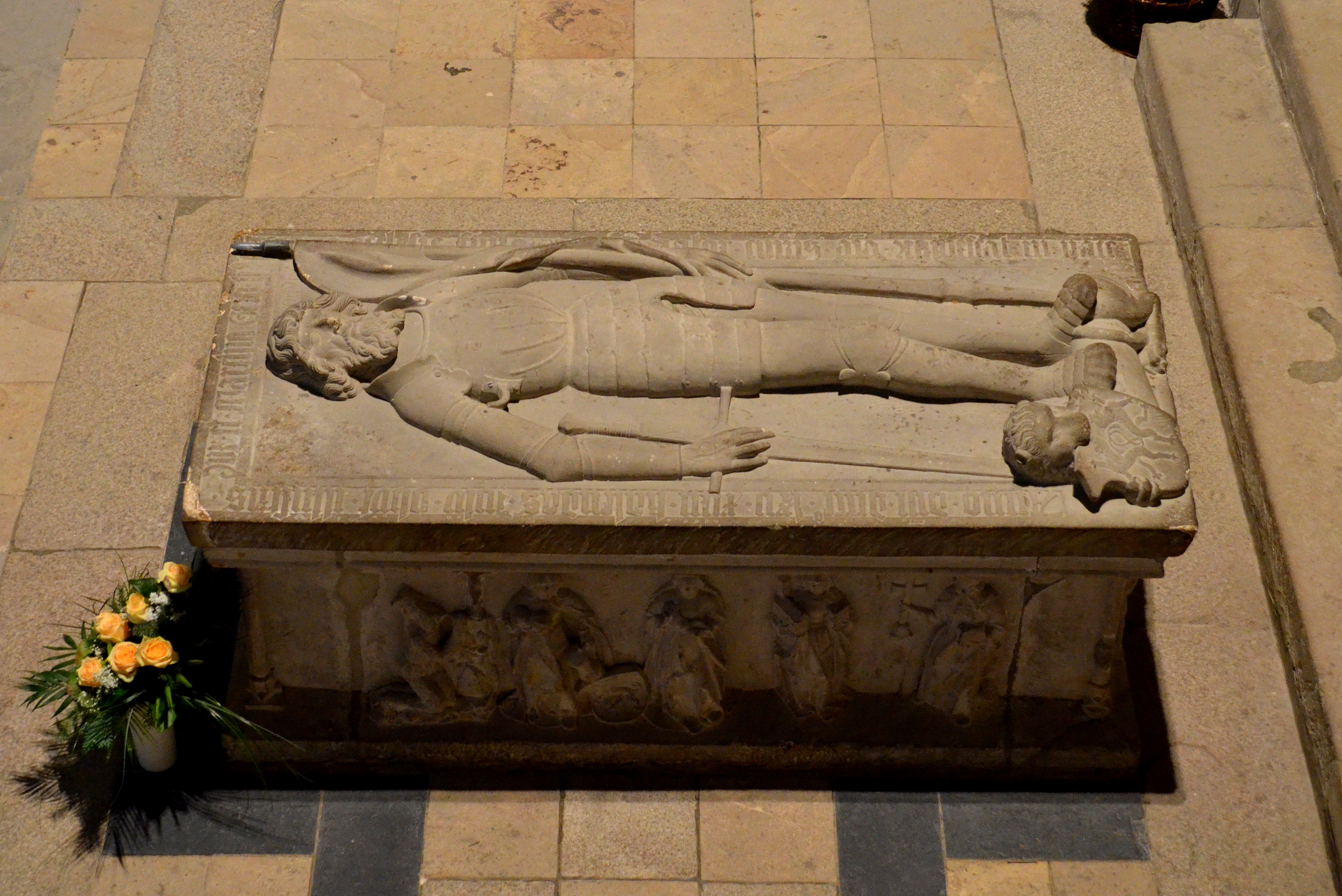
Tomba di Gero nell'abbazia di Gernrode

La tomba di Gero può essere vista a Gernrode dove un dipinto datato al 1350 circa lo ritrae mentre sovrasta i Veleti. Alla sua morte Ottone riorganizzo il confine e smembrò i possedimenti di Gero in molte marche più piccole, come la marca orientale sassone, la marca del Nord, la marca di Meißen, la marca di Zeitz e la marca di Merseburgo.